# Juan de Dios Peza
Juan de Dios Pedro Pablo Peza Osorio (Ciudad de México, 29 de junio de 1852 - 16 de marzo de 1910) fue un poeta, político y escritor mexicano. Miembro numerario de la Academia Mexicana de la Lengua, ocupó la silla IX en mayo de 1908.

## Biografía
Nació el 29 de junio de 1852 en la Ciudad de México, siendo hijo de Juan de Dios Peza Benavidez y de Francisca Osorio Agular y Fernández. Inició sus estudios en la Escuela de Agricultura y Arquitectura, después pasó al Colegio de San Ildefonso y en 1867 ingresó en la Escuela Nacional Preparatoria. Se convirtió en el estudiante predilecto del pensador mexicano Ignacio Ramírez, "El Nigromante". Al regresar de ese centro de estudios se incorporó a la Escuela de Medicina, donde establecería gran amistad con Manuel Acuña, quien lo llegó a estimar al grado de llamarlo "hermano", pero no terminó esta carrera y se dedicó a las letras. Agustín F. Cuenca, también discípulo de Altamirano fue su otro "hermano".
Peza fue un fiel seguidor del liberalismo. Su entusiasmo y apasionamiento por ese modo de entender la política y la vida social, y en especial el movimiento liberal mexicano, le condujo a renunciar a sus estudios a fin de entregarse plenamente al periodismo. Colaboró en la Revista Universal, El Eco de Ambos Mundos y La Juventud Literaria. En 1874 estrenó en el Teatro del Conservatorio su primera obra teatral, titulada La ciencia del hogar.
En 1878 es nombrado segundo secretario de la legación de México en España, junto a Vicente Riva Palacio. En Madrid se relacionó con el gran intelectual político Emilio Castelar, así como con los escritores Gaspar Núñez de Arce, Ramón de Campoamor y José Selgas.
Al regresar a México intentó hacer carrera política y fue diputado electo al Congreso de la Unión. También desempeñó otros cargos públicos, pero sin abandonar las letras. Como poeta, su estilo corresponde al realismo, si bien propenso a la ternura. Su obra, de gran popularidad y aceptación en su patria, tuvo traducciones al ruso, francés, inglés, alemán, húngaro, portugués, italiano y al japonés.
El libro que más fama le dio fue Cantos del hogar, obra poética intimista al modo del español José Selgas. Tuvo la desgracia de sufrir el abandono de su mujer, que lo dejó con tres hijos pequeños, a los que crio y educó con dedicación. Muere en marzo de 1910, año en el cual el país estaba a punto de entrar en otro gran cambio político: la Revolución mexicana.

## Poeta
Como poeta escribió: Hogar y Patria, La Lira de la Patria, El Arpa del Amor, Recuerdos y Esperanzas, Flores del Alma y Vinos Festivos.

## Obras
Poesías más conocidas
- Poesías (1873)
- Reír llorando
- Horas de pasión (1876)
- La lira mexicana (1879)
- Fusiles y muñecas
- Canto a la Patria (1877)
- Cantos del Hogar (1891)
- Nieve de Estío
- Leyendas de las calles de la ciudad de México

Otros
- Poetas y escritores mexicanos (1878)
- Biografía de Ignacio M. Altamirano
- La beneficencia en México (1881)
- Memorias, reliquias y retratos (1900)
- Los últimos instantes de Colón (1874)

- Epopeyas de mi patria, Benito Juárez (1904)
- Hojas de Margarita (1904)

## Legado
Durante el siglo XX algunos de los poemas de Peza fueron convertidos en canciones populares. Por ejemplo, "Homenaje, en el álbum de la señorita Dolores Rubacalba", fue musicalizado como el tema "Virginia"(1926) por el compositor M. Domenech, e interpretado por el dúo colombo-panameño Briceño y Áñez. El poema "Horas de Pasión" (Parte XXXI), sirvió de inspiración para tres temas: el pasillo "Horas de Pasión"(1928) del ecuatoriano Francisco Paredes Herrera, la canción folclórica chilena "La Circasiana, habanera" del Grupo Rauquen(1975), y el corrido "Nunca te olvidaré"(1930?) del Dúo Ecuador, también conocido como Dúo Ibáñez-Safadi.